# Neowerdermannia chilensis
Neowerdermannia chilensis es una especie de cactus originaria de la región andina de Sudamérica

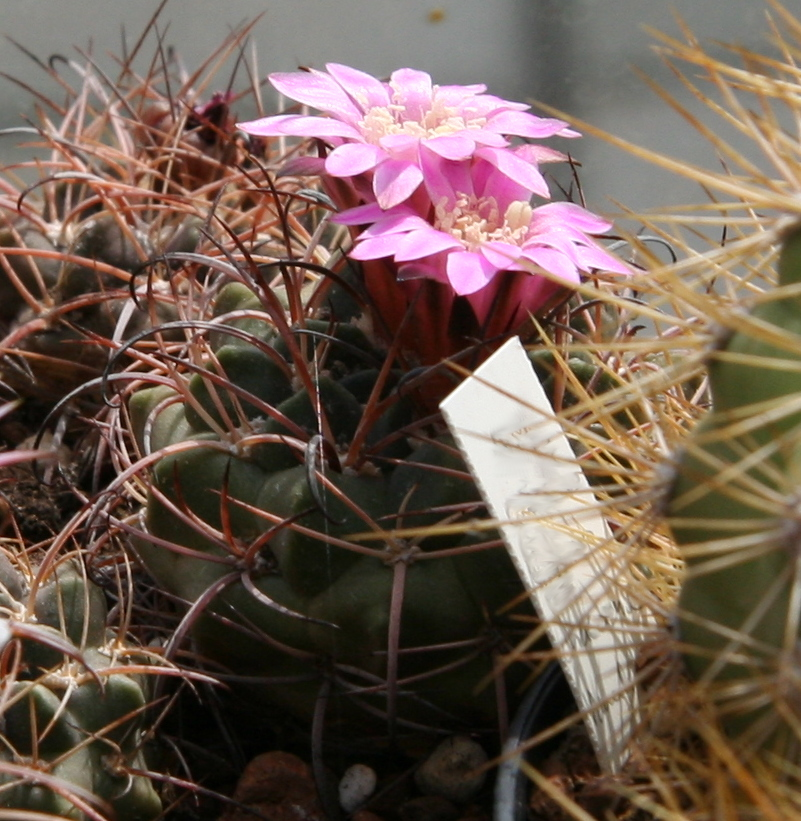
Con flores

## Descripción
Neowerdermannia chilensis crece con un tallo esférico para esférico deprimido, de color gris oscuro-verde a verde azulado. Las 13 a 22 costillas son las areolas algo ampliadas. La espina central es rígida e individual, que sobresale y es de color marrón a negro. Las hasta 20 espinas dorsales son de color rosa y con la edad más oscuras y flexibles y más o menos grises, miden de 8 a 22 milímetros de largo. La más baja de ellas es en forma de gancho más largo. Las flores son de color blanco a blanco amarillento de 2-2,8 centímetros de largo.

## Distribución y hábitat
La especie se encuentra en Moquegua, Perú y Arica y Parinacota, Chile, a altitudes de 3.000 a 4.100 m s. n. m., donde crece en el  matorral andino en suelos rocosos y arenosos. La especie se encuentra dentro del parque nacional Lauca.

## Usos
En Jujuy (Argentina) y Bolivia, este cactus se consume como un sustituto de la patata. En particular, se utiliza para preparar platos especiales para la celebración de ciertas festividades. 

## Taxonomía
Neowerdermannia chilensis fue descrito por Curt Backeberg y publicado en Cactus and Succulent Journal 8: 5, 73. 1936.
Etimología
Neowerdermannia: nombre genérico que significa "nueva Werdermannia
chilensis: epíteto geográfico que alude a su localización en Chile.
Sinonimia
- Weingartia chilensis (Backeb.) Backeb.	[3]